# Monolithgrab
Neolithische Gräber ohne Wand- bzw. Trägersteine werden als Monolithgrab bezeichnet (altgriechisch μόνος monos, deutsch ‚allein, einzig‘ und λίθος lithos, deutsch ‚Stein‘). Bei diesen Anlagen wird die Bestattung von einem einzigen großen Stein bedeckt. Ihre Ausmaße entsprechen oft denen des Decksteins einer Megalithanlage.

## Deutschland
Diese Anlagen, deren planmäßige archäologische Erforschung noch bevorsteht, sind insbesondere in Vorpommern verbreitet. H.-J. Beier zählt 1991 noch 28 Anlagen auf, während Jörn Jacobs im Jahre 1996 bereits von 56 Anlagen, in Ostmecklenburg spricht. 
- 1938 wurde in der Großen Wartheschen Heide ein Findling ausgegraben. Unter dem Stein befand sich ein Pflaster aus Sandsteinplatten, drei Steinbeile und Reste einer Kugelamphore.
- Im Gräberfeld von Wartin (Brandenburg) wurde ein Monolithgrab gefunden. Der unter dem Stein bestattete lag in Hockerstellung.
- Weitere Beispiele sind die Anlagen von Voigtsdorf im Kreis Strasburg und Hinrichshagen, beide in Mecklenburg-Vorpommern.
- In Rothenschirmbach (Ortsteil der Lutherstadt Eisleben im Mansfelder Land wurde 2005 das erste Monolithgrab der Glockenbecherkultur (GBK) in Sachsen-Anhalt) entdeckt. Der 1,55 m lange und zwischen 34 und 55 cm breite, 400 kg wiegende Stein lag über einem 20–30-jährigen Mann, der in Hockerstellung bestattet war.
- Vergleichbar ist der Fund der so genannten „Dolmengöttin“ von Langeneichstädt, Landkreis Merseburg-Querfurt. Der Menhir auf dem sie eingeritzt war stammt aus einer Grabanlage der Walternienburg-Bernburger Kultur und trägt eine stilisierte figürliche Darstellung.

## Frankreich
Die sogenannten Plattengräber vom Typ Malesherbes (französisch Sépultures sous dalle de type Malesherbes) sind eine im Pariser Becken vorkommende, allerdings nicht sehr häufige Form, bei der Steinblöcke von etwa 7 bis 20 Tonnen Gewicht, das Grab bedecken.
In Les Fiefs bei Orville im Département Loiret besteht das Gräberfeld aus einer Reihe von Einzelgräbern, eines unter einem Monolithen, der beinahe 4,0 m lang von 2,0 bis 2,30 m breit und 1,0 m dick ist und etwa 15 Tonnen wiegt. Die 1,20 m tiefe Grube ist zum großen Teil in den Kalkuntergrund gegraben und hat einen relativ flachen Boden und schräge Wände. Die Nekropole hat Überreste von einem Dutzend Personen, darunter auch Kinder geliefert. Die Körper waren Ost-West orientiert, der Kopf im Osten und das Gesicht nach Süden, mit angezogenen Beinen.

## Irland
Boulder Burials (deutsch etwa Findlingsgräber) wird in der irischen Archäologie eine Art Dolmen bezeichnet, bei dem ein massiver Deckstein bodennah auf wesentlich kleineren Tragsteinen liegt und so einen niedrigen Hohlraum bildet.